# Carles Congost
Carles Congost (Olot, 13 de novembre de 1970) és un artista visual llicenciat en Belles Arts per la Universitat de Barcelona l'any 1994. Ha format part de nombroses exposicions tant individuals com col·lectives a nivell nacional. En les seves peces utilitza diferents procediments visuals i auditius com el vídeo, la fotografia, el dibuix o l'escultura. El seu treball s'ha associat amb el que s'ha anomenat club culture i que es caracteritza per una estètica inspirada en el món de la moda, la música, la publicitat, el vídeo o la fotografia. Les seves obres són relats que evoquen de manera irònica i sensual l'univers adolescent, reflexionant sobre la forja de la identitat, la incomunicació i el conflicte generacional que s'esdevé entre els joves i fins i tot els artistes. Analitza a les seves obres els codis de la cultura popular com a vehicles de construccions diferencials i com a formes hegemòniques de la subjectivitat. És considerat com a descendents de la millor tradició de l'art conceptual català en el terreny de la videocreació, tot realitzant unes obres marcades per l'estètica retro, la ironia i l'espontaneïtat.

## Obres destacades
- Country Girls és una instal·lació que es presentà per primera vegada a l'Espai 13 de la Fundació Miró de Barcelona en una exposició comissariada per Frederic Montornés. La peça, formada per 6 vídeos integrats en 3 escenaris diferents, narrava la història de tres adolescents fictícies: Palmira, Theresa i Sabina. Un mapa interactiu col·locat a manera de display informatiu, servia d'enllaç entre les tres protagonistes. Theresa, la rossa sexy, Palmira, la pèl-roja country, i Sabina, la jove gòtica, les quals viuen en el mateix poble imaginari però no es coneixen. Tanmateix, les seves vides es veuran unides per un figura masculina. En aquesta peça, Congost utilitzà diferents suports com vídeo, fotografia, pintura, escultura i música. A Country Girls, l'artista comptà amb la col·laboració de diversos artistes: Vasava Artworks s'encarregà del disseny gràfic. Sixis realitzà els vídeos. La model Jessie Park fou qui donà vida a les protagonistes.[2]

## Exposicions individuals
| Any  | Títol                                        | Lloc                                                   | Ciutat                 |
| ---- | -------------------------------------------- | ------------------------------------------------------ | ---------------------- |
| 1995 | The Congosound                               | La Capella                                             | Barcelona              |
| 1996 | High Culture                                 | Caz La Galería                                         | Saragossa              |
| 1997 | The Congosound featuring Jessie              | Studio Meyeta                                          | Barcelona              |
| 1999 | My Videostory (Visions de futur)             | Casa de Cultura                                        | Girona                 |
| 1999 | En-entre-límite                              | Galería Luis Adelantado                                | València               |
| 2000 | Country Girls                                | Espai 13, Fundació Miró                                | Barcelona              |
| 2001 | That's my Impression!                        | Centro Andaluz de Arte Contemporáneo                   | Sevilla                |
| 2001 | Popcorn Love                                 | Espacio Uno, Museo Nacional Centro de Arte Reina Sofía | Madrid                 |
| 2001 | Rock Your Body!                              | Sala de Arte Moreno Villa                              | Màlaga                 |
| 2001 | Temptation                                   | Galería Luis Adelantado                                | València               |
| 2002 | That's my Impression (video version)         | Project Room, Arco 02                                  | Madrid                 |
| 2002 | Synthesizers                                 | Espai01 Olot                                           | Girona                 |
| 2002 | Carles Congost (video-projeccions)           | Terraza de la Casa de América                          | Madrid                 |
| 2002 | Hyperreal                                    | Galería Horrach Moyà                                   | Palma                  |
| 2003 | A.M.E.R.I.C.A. (a secret teenage conspiracy) | Galería Espacio Mínimo                                 | Madrid                 |
| 2003 | Un Mystique Determinado                      | Fundación Bilbao Arte                                  | Bilbao                 |
| 2004 | Neverland                                    | Centre Cultural Andratx                                | Mallorca               |
| 2004 | Children of the Revolution                   | Sales Municipals                                       | Girona                 |
| 2005 | Gloria                                       | Arte Ricambi                                           | Verona                 |
| 2005 | Coming soon...                               | Galería Luis Adelantado                                | València               |
| 2005 | Memorias de Arkaran                          | Centre d'Art Santa Mònica                              | Barcelona              |
| 2005 | Un Mystique Determinado                      | Centro Galego de Arte Contemporanea                    | Santiago de Compostela |
| 2005 | Coming soon...                               | Galeria Horrach Moyà                                   | Palma                  |
| 2006 | Memoria de Arkaran (versió monocanal)        | Espacio 5, CAC Màlaga                                  | Màlaga                 |
| 2006 | We Are Tomorrow                              | Project Room Present Future                            | Torí                   |